# Chirosia crassiseta
Chirosia crassiseta är en tvåvingeart som beskrevs av Stein 1908. Chirosia crassiseta ingår i släktet Chirosia och familjen blomsterflugor. Arten är reproducerande i Sverige. Inga underarter finns listade i Catalogue of Life.